# Maraton Krzeszowice
MKS MOS Maraton Krzeszowice – polski kobiecy klub siatkarski z Krzeszowic.